# Rita Barberá
 (mai 2025).
Si vous disposez d'ouvrages ou d'articles de référence ou si vous connaissez des sites web de qualité traitant du thème abordé ici, merci de compléter l'article en donnant les références utiles à sa vérifiabilité et en les liant à la section « Notes et références ».
Pour les articles homonymes, voir Barberà.
Rita Barberá Nolla, née le 26 juillet 1948 à Valence et morte le 23 novembre 2016 à Madrid, est une femme politique espagnole membre du Parti populaire (PP).
Elle est maire de Valence pendant six mandats consécutifs, de juillet 1991 à juin 2015, députée au Parlement valencien de 1983 à 2015, et sénatrice espagnole de juillet 2015 à sa mort.

## Biographie
Rita Barberá est la fille de Carmen Nolla, dont la famille a fondé une entreprise de céramique de renommée internationale, et de José Barberá Armelles, journaliste influent et homme politique valencien pendant la dictature franquiste. Celui-ci fut en effet directeur de plusieurs journaux : il dirigea ainsi successivement El Correo Gallego, Jornada (journal fondé par le Movimiento Nacional, appareil d'État de l'Espagne franquiste), La Hoja del Lunes de Valencia et Levante. Il fut aussi président de l'Association de Presse pendant 30 ans et obtint le Prix National de Journalisme Jaime Balmes,. En tant qu'homme politique, il fut conseiller municipal de Valence pendant les mandats du maire falangiste Adolfo Rincón de Arellano, chargé des parcs et jardins,.

### Débuts dans le journalisme
Rita Barberá commence à travailler en 1964, à l'âge de 16 ans, en tant que pigiste à Radio Valencia et au quotidien du soir Jornada. Quatre ans plus tard, elle est chargée de couvrir l'actualité de la ville de Valence, de la députation provinciale et du gouvernement civil de la province de Valence pour la station de radio.

### Formation et poursuite de carrière
Rita Barberá obtient en 1971 une licence en sciences politiques et sciences économiques et de l'entreprise à l'université de Valence. En 1975, alors qu'elle passe avec succès le concours du corps spécial des économistes syndicaux, elle est recrutée par le journal Levante-EMV afin de couvrir l'actualité judiciaire. Elle tient également une rubrique hebdomadaire consacrée à l'urbanisme.
Ayant participé à la fondation du parti politique de droite Alliance populaire (AP) en 1976, elle est nommée deux ans plus tard directrice du bureau de presse du gouvernorat civil de la province de Valence. Elle devient quelques mois plus tard directrice du cabinet de presse de la Confédération des entreprises de Valence.

### Débuts en politique
À l'occasion des élections régionales du 8 mai 1983, Rita Barberá est élue députée de la province de Valence au Parlement valencien, dominé par les socialistes. À l'ouverture de la législature, elle est choisie comme porte-parole adjointe du groupe conservateur.

### Ascension
Pour les élections du 10 mai 1987, Rita Barberá est choisie pour être la chef de file de l'AP.
Avec un score de 23,96 % des voix et seulement 25 députés sur 89, les conservateurs reculent de sept sièges. Même alliés au Centre démocratique et social (CDS) et à l'Union Valencienne (UV), ils ne peuvent former une coalition alternative au président de la généralité Joan Lerma.
Placée à la présidence du groupe parlementaire, elle en devient la porte-parole en mai 1990.

### Maire de Valence
À l'approche des élections municipales du 26 mai 1991, le Parti populaire (PP) décide de l'investir tête de liste à Valence, où la gauche est affaiblie par son score en 1987 et le départ en cours de mandat du maire Ricard Pérez Casado, remplacé par Clementina Ródenas. Rita Barberá est également candidate aux élections régionales, étant réélue sans discontinuer au Parlement valencien.
Avec 95 238 voix, la liste du PP obtient 25,5 % des suffrages exprimés et 9 sièges sur 33 au conseil municipal. Bien qu'elle soit nettement distancée par le Parti socialiste du Pays valencien-PSOE (PSPV-PSOE), Rita Barberá a gagné 22 000 voix, six points et demi et deux sièges par rapport au scrutin de 1987. Elle passe alors un accord avec l'Union Valencienne, qui a remporté 8 élus. Le 5 juillet, elle est élue maire de Valence par le conseil municipal.
L'élection du 28 mai 1995 se déroule nettement mieux pour sa candidature : en totalisant 223 963 suffrages en faveur de sa liste, elle parvient à faire élire 17 conseillers municipaux, soit l'exacte majorité absolue, avec un score de 49 % des voix. Seul le PSPV-PSOE, au scrutin de 1983, avait atteint un tel score. Elle est réélue pour un troisième mandat, égalant Ricard Pérez Casado, au cours de l'élection municipale du 13 juin 1999. Elle y remporte 214 129 voix, soit 53,25 % des suffrages exprimés et 20 élus.
Lors de l'élection qui se déroule quatre ans plus tard, le 25 mai 2003, elle conquiert un quatrième mandat historique, avec toutefois un léger recul : à 220 548 voix, elle remporte 51,15 % des suffrages et 19 conseillers municipaux. Le scrutin qui suit, le 27 mai 2007, lui permet d'améliorer sa situation. Opposée à la députée et ancienne ministre socialiste de la Culture Carmen Alborch, son résultat atteint 235 158 suffrages pour la liste PP, ce qui correspond à 56,67 % des exprimés et 21 sièges sur 33.
Cadre du PP national et régional, proche de Paco Camps, elle est soupçonnée en 2009 d'avoir reçu des dons en nature de manière illégale dans le cadre de l’affaire Gürtel. Son image, déjà affectée par les affaires de corruption et par son manque d’empathie pour les victimes de l'accident de métro de juillet 2006 (43 morts), est surtout ébranlée par sa gestion « ruineuse » de Valence, destinée à attirer hommes d’affaires et touristes.
Perçue comme indéboulonnable, elle est réélue pour un sixième mandat aux élections municipales du 22 mai 2011, avec un score en net recul puisqu'elle tombe à 208 727 voix. Elle remporte alors 52,54 % des suffrages exprimés, ce qui lui donne 20 élus municipaux. En juillet 2014, elle confirme avoir la volonté de concourir pour un septième mandat de quatre ans lors du scrutin prévu en 2015. La liste qu'elle mène alors ne recueille que 25,77 % des voix et n'obtient que 10 sièges. Elle doit laisser le poste de maire à Joan Ribó. Elle renonce ensuite à son siège de conseillère municipale d'opposition et occupe un siège au Sénat, ce qui lui assure une immunité parlementaire. Rattrapée par les affaires de corruption du PP de Valence, elle doit finalement quitter le parti en septembre 2016.

## Affaire de corruption
Le 21 avril 2016, après avoir inculpé directement toute son équipe municipale dans le cadre d'une affaire de financement illégal du Parti Populaire, le juge d'instruction demande au Tribunal Suprême l'inculpation de Rita Barberá pour blanchiment d'argent. Elle est interrogée par le Tribunal Suprême, mais l'action publique est éteinte quelques jours plus tard par sa mort, survenue le 23 novembre 2016 à Madrid, d'une défaillance multiviscérale résultat d'une cirrhose.